# Rhadinella pegosalyta
Rhadinella pegosalyta är en ormart som beskrevs av McCranie 2006. Rhadinella pegosalyta ingår i släktet Rhadinella och familjen snokar. Inga underarter finns listade i Catalogue of Life.
Denna orm förekommer i nordvästra Honduras. Exemplar hittades vid 1550 meter över havet. Regionen är täckt av molnskog. Rhadinella pegosalyta gräver i lövskiktet och i det översta jordlagret. Honor lägger ägg.
Beståndet hotas av skogsröjningar. IUCN listar arten som sårbar (VU).